# Pomnik Żołnierzy Września 1939 i Armii Kraków w Krakowie
Pomnik Żołnierzy Września 1939 i Armii Kraków – pomnik znajdujący się w Krakowie, w dzielnicy I Stare Miasto na cmentarzu wojskowym przy ul. bp. Jana Prandoty, na Warszawskim.
Pomnik w formie orła z rozłożonymi skrzydłami na których znajdują się sylwetki żołnierzy to dzieło artystów rzeźbiarzy Piotra Chwastarza, Henryka Olszówki i Grzegorza Kawczyńskiego.
Odsłonięto go w 1990 roku na terenie kwatery żołnierzy polskich.